# Consensus sapientium
 (septembre 2023).
Le consensus sapientium (traduisible en « l'accord des sages ») est une locution latine employée par le philosophe allemand Friedrich Nietzsche dans Crépuscule des idoles en 1888. Il l'utilise pour désigner le consensus entre les philosophes de la Grèce antique, notamment Socrate, qui se plaignaient de la vie. Tous disaient que la vie n'avait pas de valeur. Nietzsche critique cette vision et explique que ce consensus sapientium « ne prouve pas le moins du monde qu’ils eussent raison ». D'abord, Schopenhauer ecrit cette locution dans "Fondamentaux de la moral".